# 달빛천사
《달빛천사》 또는 《풀문을 찾아서》(満月をさがして 후루 문 오 사가시테[*])는 일본의 만화가 타네무라 아리나의 만화 및 이를 원작으로 한 애니메이션이다.
월간 만화잡지 《리본》에서 2002년 1월호부터 2004년 6월호까지 연재되었으며, 단행본 7권으로 완결되었다. 애니메이션도 비슷한 시기에 시작되었는데, 2002년 4월부터 2003년 6월까지 총 52화 완결로 방송되었다.
대한민국에서는 2004년 4월 13일 투니버스에서 처음 방송된 이래로 지속적인 재방영이 이뤄지고 있으며, 지상파 TV 중에서는 유일하게 경인방송을 통해 2004년 8월 30일부터 11월 9일까지 방송된 바 있다.
2012년에 문고판(총 4권)으로 다시 출판되었다.
2020년 1월 17일에 서울문화사에서 애장판 1,2권을 출판한다.
2020년 2월 19일부터 매주 수요일 밤 10시~12시까지 4화씩 방영했다.

## 줄거리
부모님이 모두 돌아가시고 난 후 음악을 무척 싫어하는 외할머니와 함께 살고 있는 루나는 아버지처럼 가수가 되고 싶어한다. 그러나 자신의 딸이 사위 때문에 죽게 되었다고 생각하는 외할머니는 그런 루나의 꿈을 결사 반대하며 허락하지 않는다. 게다가 루나는 건강이 좋지 않아서 남은 인생이 이제 1년도 채 남지 않은 상태였다. 이러한 자신의 운명에 슬퍼하고 있던 루나에게 어느날 두 명의 사신 콤비가 나타난다. 루나는 이들의 도움으로 건강한 16세 소녀로 변신하여 남은 1년 동안 그토록 바라던 가수 활동을 하게 되는데….

## 등장인물
한국판 라이선스 만화책에는 일본식 이름으로, 애니메이션 방송시에는 몇명이 영어식 이름으로 변경되었다.

### 메인 캐릭터
메로코 유이(めろこ·ユイ; 멜로니)
성우：혼다 치에코, 이자명
타쿠토와 콤비 ‘네기라멘’(한국 더빙판으로는 대파라면이다.)을 이루는 소아과 소속 사신 중의 한 명. 토끼의 귀를 하고 있다. 인간 시절의 이름은 리쿄 모에(里匡萌)이다. 인간 시절에는 미츠키의 할머니인 후즈키와는 친한 언니, 동생 사이였다. 사신은 보통 자살한 자들이 하는 일인데. 메로코는 미츠키의 할머니와 친한 사이였는데. 한 남자를 좋아했다. 하지만 얼마뒤 미츠키의 할머니와 그가 서로 좋아한다는 것을 알고 충격받아 커터칼로 손목을 그어 죽었다. 그 후 "다시는 친구를 사귀지 않을거야. 다시는 사랑같은 거 하지 않을거야."라고 하였다. 과거의 콤비였었던 사신 이즈미를 잊지 못하는 한편, 타쿠토를 좋아하고 있다.
이즈미 리오(いずみ·リオ; 이즈미)
성우：오가타 메구미, 주자영
새디스트인 소아과 소속의 사신. 한때 메로코와 ‘밀크메이크’(분말우유)라는 콤비를 이루어 활동한 적이 있었다. 개의 귀를 하고 있다. 어머니의 학대로 인해 6살 때 기차에 뛰어들어 자살하였다. 현재 조나단과 ‘잡탕전골’이라는 콤비를 짜고 있다. 타쿠토와 메로코가 거두어가야 할 미츠키의 영혼을 무슨 이유에서인지 자신이 거두어가려고 한다. 애니메이션판에서는 끝까지 사신인 채로 미츠키 일행을 지켜 보며, 떠나갔다. 원작에서는 메로코를 짝사랑 하는 것으로 나온다.
조나단(ジュナサン)
성우 : 모리 노리히사, 김정은
이즈미와 함께 인간세계로 파견되어 온 사신이며 긴 챙모자를 쓴 유령의 모습을 하고 있다. 메로코의 뒤를 이어 이즈미와 콤비가 되어서 같이 활동하게 되었다. 사실은 사신 부장님이다.
타쿠토 키라(タクト·キラ; 타토)
성우: 사이토 야스오, 김장
미츠키의 운명(죽음의 기한)이 변하지 않게 하기 위해, 사신 부장의 명령에 의해 미츠키를 감시하러 온 소아과 소속 사신 중의 한 명. 고양이의 귀를 하고 있다. 어떤 사정에 의해 아직은 완전한 사신이 되지 못한 상태다. 신술을 이용해 미츠키를 풀문으로 변신시킨다. 인간 시절의 이름은 키라 타쿠토(吉良托人)이다. 인간이었을 시절에는 인기 밴드 ‘ROUTE:L’의 멤버로 가수였으며, 성대수술로 목소리를 잃은 후 자살하였다. 원작에서는 목소리를 잃어 옥상에서 떨어졌던 것으로 나왔지만 만화에서는 오토바이를 타다 사고로 절벽에서 떨어진것으로 나온다. 원작에서 이미 미츠키와 에이치가 이미 고아원에 있을 적에 1번 만났고 타쿠토의 첫 일이 에이치의 영혼을 걷어가는 일이었다. 미츠키와 연애중이다.
코가 미츠키&풀문(吉雅滿月&フルム-ン, 루나&풀문)
성우：마이코(Myco), 이용신
돌연히 나타난 사신들에 의해 앞으로 1년밖에 살 수 없다고 선고받은 병약한 12살의 시한부 소녀. 타쿠토의 신술에 의해 건강한 16살의 가수 풀문으로 변신할 수 있다. 에이치를 좋아한다. 코믹스에서는, 에이치의 죽음을 알고 있었으면서도 그 사실로부터 도피하였기 때문에, 그것을 아는 기색은 전혀 보이지 않았다. 종반에서는 사신들을 그 중책으로부터 해방시켜주는 역할을 그녀가 담당하게 된다. 현재는 가수로 복귀하였다. 타쿠토와 연애중이다.
와카오지 케이이치(若王子圭一; 프린스)
성우：오가와 테루아키, 김민석
미츠키의 주치의. 이전에는 인기 밴드 ‘ROUTE:L’의 멤버로 키보디스트를 맡았었다. 코믹판에서는 미츠키의 어머니에게 좋아한다고 고백하였다. 풀문의 프로듀서를 맡고 있기도 하다.
코가 아오이(吉雅山葵; 루나 아빠)
성우：타카하시 히로키, 최재호
미츠키의 아버지. 인기 밴드 ‘ROUTE:L’의 리더였지만, 결혼 후 밴드를 해체하였으며, 교통사고로 죽는다.
코가 하즈키(吉雅葉月; 루나 엄마)
성우：카사하라 히로코, 이희수
미츠키의 어머니. 아오이와 사랑의 도피를 하여 가출했으며 미츠키를 낳자마자 죽는다.
코가 후즈키 (古雅文月, 고야)
성우：스기야마 카즈코, 최문자
미츠키의 할머니이자 하즈키의 어머니. 리쿄 모에(메로코가 인간이었을 무렵의 이름)와는 친구 관계로 그녀를 잃고, 딸마저 잃은 일로 음악을 싫어하게 되었다. 그 때문에 손녀인 미츠키가 가수를 지망하자 좋아하지 않고, 코믹스에서는 미츠키를 집밖으로 못나가게 했다. 이에 반발한 미츠키가 가출한 것을 계기로, 그녀의 심정에도 조금씩 변화가 일어나게 된다. 작가의 망에 따르면 세이주르와 재회한 직후 바로 재혼을 했다고 한다. 지금도 세이주로와는 서로사랑하는 사이다.
코가 세이주로 (古雅 清十郎)
원작 만화책에서만 등장하는 미츠키의 친할아버지로 미츠키의 아버지인 코가 아오이의 아버지. 작가의 말에 따르면 후즈키와 재회한 직후 바로 재혼을 했다고 한다. 후즈키와는 서로사랑하는 사이다.

### 인간
와카마츠 마도카(若松円; 마도카)
성우：카나, 윤여진
풀문과 라이벌 관계에 있는 아이돌 가수. 본명은 쿠레바야시 치사토(暮林千暁). 코믹판에서는 명문 가문의 아가씨로 약혼자도 있었지만, 가수의 꿈이 좌절당하고 거기다 결혼하라며 맞선까지 강요당하자 가출하였다. 그리고 자신의 모든 것을 버려 성형 수술을 하고 가수가 되었다. 현재는 인기 듀오 ‘OZ’의 보컬 나치와 교제 중이다. 애니메이션판에서는, 풀문을 질투하고 항상 방해하고 다녔지만 도중에 풀 문의 실력을 인정하고 마음을 고쳐 먹어 명실공히 풀문의 진정한 라이벌이 된다. 애완용 돼지를 키우고 있다.
오오시게 마사미(大重正実; 미카)
성우：세오 토모미, 김효선
풀문의 담당 매니저. 이전에는 자신도 ‘하나카자리 유이’라는 가명으로 아이돌 가수 활동을 한 적이 있었다. 케이이치와 교제 중이며, 코믹스에서는 사장과 불륜 관계였다. ‘ROUTE:L’의 열렬한 팬이기도 했었다.
이마무라 스즈(今村鈴, 라이)
성우：후카미 리카, 이희수
마도카의 매니저로 도도한 인상을 풍긴다. 처음엔 풀문을 모함하고 음해하는 역할을 했으나 마도카의 새 매니저가 되어 그녀를 올바르게 인도하는 역할을 하였다. 과거에는 오오시게와 함께 아이돌 가수 그룹 멤버로 활동했다.
사사키
성우 : 정혜옥
애니메이션 등장인물로 마도카를 담당했던 전 매니저. 원작의 이마무라 스즈에서 냉철해보이지만 마도카에겐 따뜻한 보호자라는 설정만 가져온 듯한 인물 같다. 문제는 너무 오냐오냐 감싸고 도는 경향이 더 강해서 왠지 철부지 딸내미의 응석을 받아주고 감싸고 도는 팔불출 어머니 느낌이 더 강하다.
타카스 코헤이(高須 平, 다카스)
성우 : 고우다 호즈미, 정승욱
풀문이 속해있는 방송 프로듀서이며 아이돌을 탄생시키는 인물로 잘 알려져있다. 진정한 프로의 실력을 갖춘 인물이지만 자신의 역량을 믿지 않는 사람과는 일하지 않는다는 점이 있다.
타나카씨(田中さん, 가정부)
성우：아카토 마유미, 정유미
코야마 가의 가정부. 음악을 싫어하는 후즈키에게 알려지지 않게, 남몰래 라디오로 음악을 듣고 있다. 애니메이션판에서는 와카오지를 좋아하고 있으며, 마사미를 약혼녀로 오인하고 대결한 일도 있다. 어릴 적부터 코야마 가를 시중들고 있었다. 집에서 연금 되고 있는 미츠키의 파수꾼에 가까운 일도 하고 있다.
나나미(七海)
성우：시시도 루미, 정혜옥
애니메이션판 오리지널 캐릭터. 풀문의 팬 제1호가 된 어린 소녀. 부모님은 편의점에서 일한다. 등장화수의 뒤도 가끔 등장한다.
오다 시즈에(小田靜枝, 신디)
성우 : 오다 시즈에, 최문자
풀문이 자주 출연하는 라디오 방송 진행자이자 DJ. 참고로 성우인 오다 시즈에는 실제로도 라디오 DJ로 활동하고 있으며 이 애니에서도 카메오로 캐스팅되었다.
코마키(こまき, 코마)
성우 : 시모자키 히로시, 정유미
애니메이션판 오리지널 캐릭터. 연예계의 대선배로 불리는 가수. 신인시절 겪었던 아픔 때문에 신인가수를 보면 엄격하고 냉정하게 대하며 풀문에게도 똑같이 하였지만 나중에는 풀문을 도와주게 된다.
무라카미(村上, 라무)
성우 : 타카하시 히로키, 김기흥
애니메이션판 오리지널 캐릭터. 풀문이 불량배들과 만나 위기를 당황했을 때 이를 막아주어 구해준 인물. 하지만 사실 풀문이 불량배와 만났던 일은 모두 무라카미의 자작극. 한 번 손을 댄 인기아이돌 스타는 무너뜨리는 타입을 가진 사람이었다. 풀문에게 뺨을 맞게 된다.
나츠미(夏美, 나미)
성우 : 사케노베 미카, 전혜수
애니메이션판 오리지널 캐릭터. 한때 무라카미와 연인으로 있었던 여자로 풀문에게 무라카미의 행동들을 알려준다.
타이키(大樹)
성우 : 타케우치 쥰코, 최문자
애니메이션판 오리지널 캐릭터. 보육원에 있는 아이로 풀문이 왔을 때 의상을 가져가는 등 콘서트를 방해하기도 했다.
소라(空)
성우 : 텐진 우미, 윤여진
애니메이션판 오리지널 캐릭터. 타이키와 함께 보육원에서 생활하고 있으며 그림을 잘 그린다. 풀문의 열렬한 팬.
카즈미 프랭클린(和美, 가미)
성우 : 토미나가 미이나, 전혜수
애니메이션판 오리지널 캐릭터. 미국에 살고있으며 미츠키 일행이 미국에 왔을 때 공항으로 마중나왔다. 미국인 남편과 어린아들이 있다. 한때 미츠키(루나)와 에이치가 있었던 보육원 교사였다.
짐프 랭클린
성우 : 마츠야마 타카시, 김정은
애니메이션판 오리지널 캐릭터. 카즈미(가미)의 미국인 남편. 미국인이면서도 일본어를 매우 잘한다.
닉프 랭클린
성우 - 호리에 유키, 윤여진
애니메이션판 오리지널 캐릭터. 카즈미(가미)와 짐의 어린 아들.
롱 하버드(ロン ハ-パ-ト, 하버드 박사)
성우 - 이케다 마사루, 시영준
애니메이션판 오리지널 캐릭터. 미국에서 병원의사로 활동하고 있으며 미츠키(루나)의 목을 진찰하게 된다.
에릭(エリック)
성우 : 타케모토 에이지, 정승욱
애니메이션판 오리지널 캐릭터. 미츠키(루나)가 미국에 왔을 때 관광 중 미츠키의 팬던트를 훔쳤던 인물. 지명수배자로도 지목되어있었다.
엑셀(アクセル)
성우 : 니시마츠 가즈히코, 시영준
애니메이션판 오리지널 캐릭터. 미국 현지 경찰관. 큰 체구에 콧수염을 기르고 있다. 미츠키와 타쿠토를 도와준다.
사에쿠
성우: 김기흥
애니메이션판 오리지널 캐릭터. 애니메이션 11화 에피소드에 등장하는 특종 전문 기자
하야시 히카리 (林 光理)
원작에서만 등장하는 캐릭터. 키라 타쿠토의 전여친
나치
나치는 예명이며 본명은 사이도 소이치로이다. 원작 만화책에서만 등장한다. 인기 남성 아이돌 그룹 Oz의 리더로 풀문과 친한사이. 중간에 풀문의 안티에게 찍히는 바람에 칼로 테러를 당하기도 한다. 덕분에 Oz의 팬이 풀문의 안티로 돌변해 풀문을 고생시키는 상태가 된다. 작중 후반에 등장하여 갑자기 와카마츠 마도카와 플래그를 세우더니 서로 맞선자리에서 좋아한다고 하더니 3년 후 결혼을 약속한다. 마도카와 마찬가지로 성형수술을 하였다.
쿠와바라 카오루코
성우: 스기타 이쿠코 / 주자영
애니메이션 오리지널 캐릭터. 미츠키의 외할머니인 후즈키의 젊은 시절 소꿉친구. 미츠키에게 후즈키가 왜 음악을 싫어하는지 알려주었다.

### 사신
미스티아
최초로 저승에 내려온 여인. 만화책에서만 등장한다. 카츄사에 드레스를 입은 여인으로 별칭은 데스마스터. 사신이란 이름을 직접 붙인 인물로 셸든과는 잘 아는 사이인 듯. 마지막에는 키라 타쿠토가 되살아날 때, 셸든과 함께 자신의 모든 영력을 키라 타쿠토의 성대(목소리)를 되살리는데 써버리고 셸든과 함께 소멸한다.
그레이트 마더(여신)
성우: 시마모토 스미 / 한채언
타쿠토와 메로코 앞에 나타난 여신. 본명은 불명으로 그레이트 마더라 자칭하고 있다. 메로코가 타쿠토를 살리기 위해 망각의 꽃을 가져가고 운명을 바꾸려한다는 이유로 미츠키의 목숨을 빼앗으려고 했으나 타쿠토가 간곡히 미츠키를 구하기 위해 스스로 벌을 받겠다고 하자 두 사람의 진정한 사랑을 알아가면서 타쿠토를 회생시킴과 동시에 메로코를 천사로 부활시켰다. 애니에서만 등장.
사쿠라이에이치(桜井英知; 에이치)
성우：키무라 료헤이, 신용우
미츠키가 좋아하는 사람. 2년 전까지 미츠키와 같은 고아원에 있었지만, 14살 때에 사쿠라이 가문에 입양되어 미국에 간다. 장래희망은 천문학자. 미국으로 가는 비행기가 태평양에서 추락하여, 죽게 된다. 이후 유령이 되어 쭉 미츠키의 곁에 머물고 있었다. 결말 부분에서 에이치의 영혼이 미츠키를 죽음으로부터 지켜주었고 그 시기부터 미츠키의 죽음이 막아져 있었다는 것과 미츠키가 사신들을 볼 수 있는 것 또한 에이치의 영혼이 미츠키를 감싸고 있어 사신을 볼 수 있게 해주는 렌즈 역할을 했기 때문이라는 것이 밝혀졌다. 이후 미츠키에게서 떨어져 하늘로 올라가게 되는데 처음엔 미츠키를 보고 가지 않으려 했지만 행복하게 웃고있는 미츠키를 보고 단념한듯 사라진다. 애니메이션에서는 교통사고로 양부모님과 함께 사망했다. 애니메이션판에서는 1984년생으로 미츠키보다 6세 연상이며, 원작(4세 연상)과 설정 연령이 다르다.

## 방영 목록
- 1화 그래도 노래하고 싶어
- 2화 에이치 와의 약속
- 3화 매니저 소동
- 4화 마음을 담은 노래
- 5화 새로운 시작
- 6화 타토를 돌려줘
- 7화 풀문 데뷔
- 8화 풀문 노래 어때?
- 9화 들려주고 싶은데
- 10화 연예계의 대선배
- 11화 위험한 렌즈
- 12화 대파 라면과 성자의 돌
- 13화 미니 콘서트
- 14화 임시 매니저 파이팅!
- 15화 첫 키스?
- 16화 라이벌 등장
- 17화 엇갈리는 두 사람
- 18화 가자, 오디션장으로!
- 19화 들리지 않는 노래
- 20화 외톨이가 된 멜로니
- 21화 새로운 다짐
- 22화 설레이는 첫콘서트
- 23화 강력한 라이벌?
- 24화 아버지의 노래
- 25화 프리스 선생님,부탁해요
- 26화 전하고 싶은 것
- 27화 절대로 지지않아!
- 28화 루나는 연애박사?
- 29화 새로운 저승사자 이즈미와 조나단
- 30화 미국에서 온 손님
- 31화 대학에 간 풀문
- 32화 마도카의 눈물
- 33화 소리 없이다가 온 병마
- 34화 그네 위의 노인
- 35화 에이치에게서 온 메일?
- 36화 운명의 신인상
- 37화 크리스마스 선물
- 38화 할머니의 과거
- 39화 태평양을 건너서
- 40화 도둑 맞은 목걸이
- 41화 에이치가 있는 곳으로
- 42화 ETERNAL SNOW
- 43화 이제 다시는 노래하지 않아
- 44화 되살아나는 기억
- 45화 이즈미의 유혹
- 46화 달이 보이지 않는 밤
- 47화 살아가는 희망
- 48화 변신이 되지 않아
- 49화 루나의 마음, 멜로니의 마음
- 50화 말할 수 없어
- 51화 운명의 날
- 52화 풀문을 찾아서(満月をさがして)

## 애니메이션 스탭
- 감독: 가토 도시유키(加藤敏幸)
- 시리즈 구성: 마사키 히로(まさきひろ)
- 각본: 마사키 히로, 다무라 류(田村竜), 요시무라 겐키(吉村元希), 나카세 리카(中瀨理香), 고헤이 무시(広平虫), 스기우라 마유(杉浦眞夕)
- 캐릭터 디자인: 구도 유카(工藤裕加)*음향 감독: 히라미쓰 다쿠야(平光琢也)
- 미술 감독: 사카모토 노부히로 (坂本信人)
- 편집: 모리타 키요쓰구(森田淸次) - 모리타 편집실(森田編集室)
- 촬영 감독: 아오키 다카시(青木孝司)

## 주제가
일본판
- 여는 노래

1. I♥U (노래: THE★SCANTY) (1화～26화)
2. ROCK'N ROLL PRINCESS (노래:THE★SCANTY) (27화 이후)

- 닫는 노래

1. New Future (노래: Changin' My Life) (1화～6화,52화)
2. Myself (노래: Changin' My Life) (7화～26화)
3. ETERNAL SNOW (노래: Changin' My Life) (27화～42화)
4. Love Chronicle (노래: Changin' My Life) (43화～51화)

- 삽입곡

1. Smile (노래: Changin' My Life)

한국판
- 여는 노래 : 나의 마음을 담아 (노래: 이용신)[1]
- 닫는 노래

닫는 노래의 경우 일본어판 닫는 노래 전 곡의 번안곡을 사용. (노래: 이용신)

### 내용주
1. ↑  원제의 ‘満月’은 ‘만월’이므로 원제를 직역하면 ‘만월을 찾아서’로 읽으나, ‘満月’의 후리가나가 フルムーン(풀문)으로 되어 있으므로, ‘풀문을 찾아서’가 더 합당한 표기라고 볼 수 있다.

### 참고주
1. ↑  한국판 여는 노래는 담당 연출자였던 신동식PD가 직접 작사하였는데, 그는 블로그에서 스캔티가 부른 일본판 오프닝이 영상 분위기와 맞지 않아서 창작곡을 만들었다고 회고하였다.